# Johanna Schindler
Johanna Schindler (født 8. juni 1994 i Wien, Østrig) er en østrigsk tidligere håndboldspiller, der spillede for Hypo Niederösterreich og Union Korneuburg i Østrig, samt Frisch Auf Göppingen i Tyskland. Han var også en del af Østrigs kvindehåndboldlandshold, som playmaker/venstre back.
Hun blev udtaget til den østrigske landstræner Herbert Müllers, udvalgte trup ved VM i kvindehåndbold 2021 i Spanien.